# Lawrence Joseph Hogan
Lawrence Joseph Hogan (ur. 30 września 1928 w Bostonie, Massachusetts, zm. 20 kwietnia 2017 w Annapolis, Maryland) – amerykański polityk związany z Partią Republikańską. W latach 1969–1975 był przedstawicielem piątego okręgu wyborczego w stanie Maryland w Izbie Reprezentantów Stanów Zjednoczonych.